# Alfred Pringsheim
Alfred Pringsheim   (Oława, 2 de setembre de 1850 - Zúric, 25 de juny de 1941) va ser un matemàtic, col·leccionista i intel·lectual alemany, sogre de Thomas Mann.

## Vida i Obra
Pringsheim era fill d'un ric industrial de la construcció jueu, que s'havia convertit al protestantisme amb tota la família quan els seus fills eren encara petits. El pare havia fet la seva fortuna amb l'explotació del monopoli dels ferrocarrils de via estreta a la mineria de Silèsia. El fill va fer els seus estudis secundaris a Breslau (actualment Wrocław a Polònia), on es va apassionar per les matemàtiques l'art i la música, esdevenint un excel·lent pianista. El seus gustos musicals estaven la línia de Richard Wagner amb qui va establir una forta relació d'amistat, malgrat la diferència d'edat entre ambdós (més de trenta-cinc anys).
Va començar els seus estudis universitaris en matemàtiques el 1868 a Berlín, on va rebre la influència de Weierstrass, però els va finalitzar a la universitat de Heidelberg, en la qual es va doctorar en matemàtiques amb una tesi dirigida per Königsberger. El 1877 va obtenir l'habilitació per la docència a la universitat de Múnic, on va romandre la resta de la seva vida acadèmica fins que es va retirar el 1922.

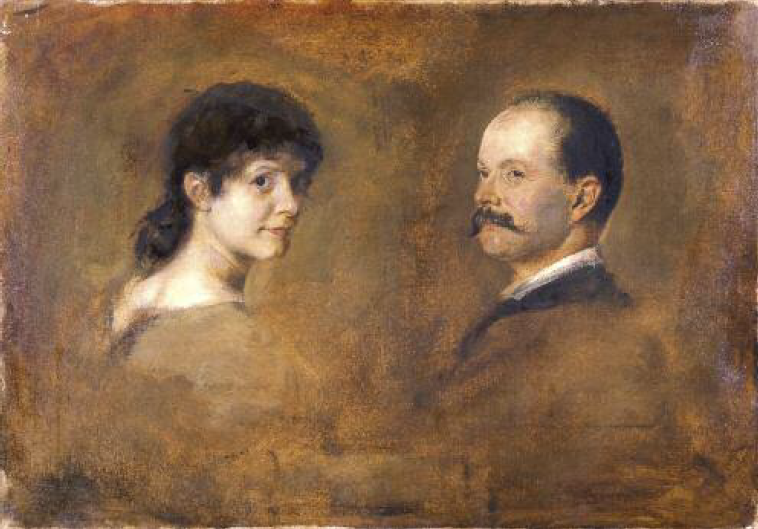
Retrat d'Alfred i Hedwig Pringsheim (1891) per Franz von Lenbach.

El 1879 es va casar amb la actriu Hedwig Pringsheim (nascuda Dohm), filla d'Ernst Dohm, un conegut periodista de Berlín, i Hedwig Dohm (nascuda Schlesinger o, abreviadament com ella signava, Schleh), també coneguda escriptora i activista feminista. Van tenir cinc fills: Erik, Peter, Heinz i els bessons Klaus i Katja. Peter va ser professor de física, Klaus va ser compositor, pianista i director d'orquestra començant la seva carrera musical amb l'amic de la família Gustav Mahler, quan era director de l'Òpera de Viena, i essent un gran amic de Franz Beidler. La seva filla Katia va ser força coneguda com a Katia Mann en casar-se amb l'escriptor Thomas Mann, després de deixar els seus estudis de física i matemàtiques.

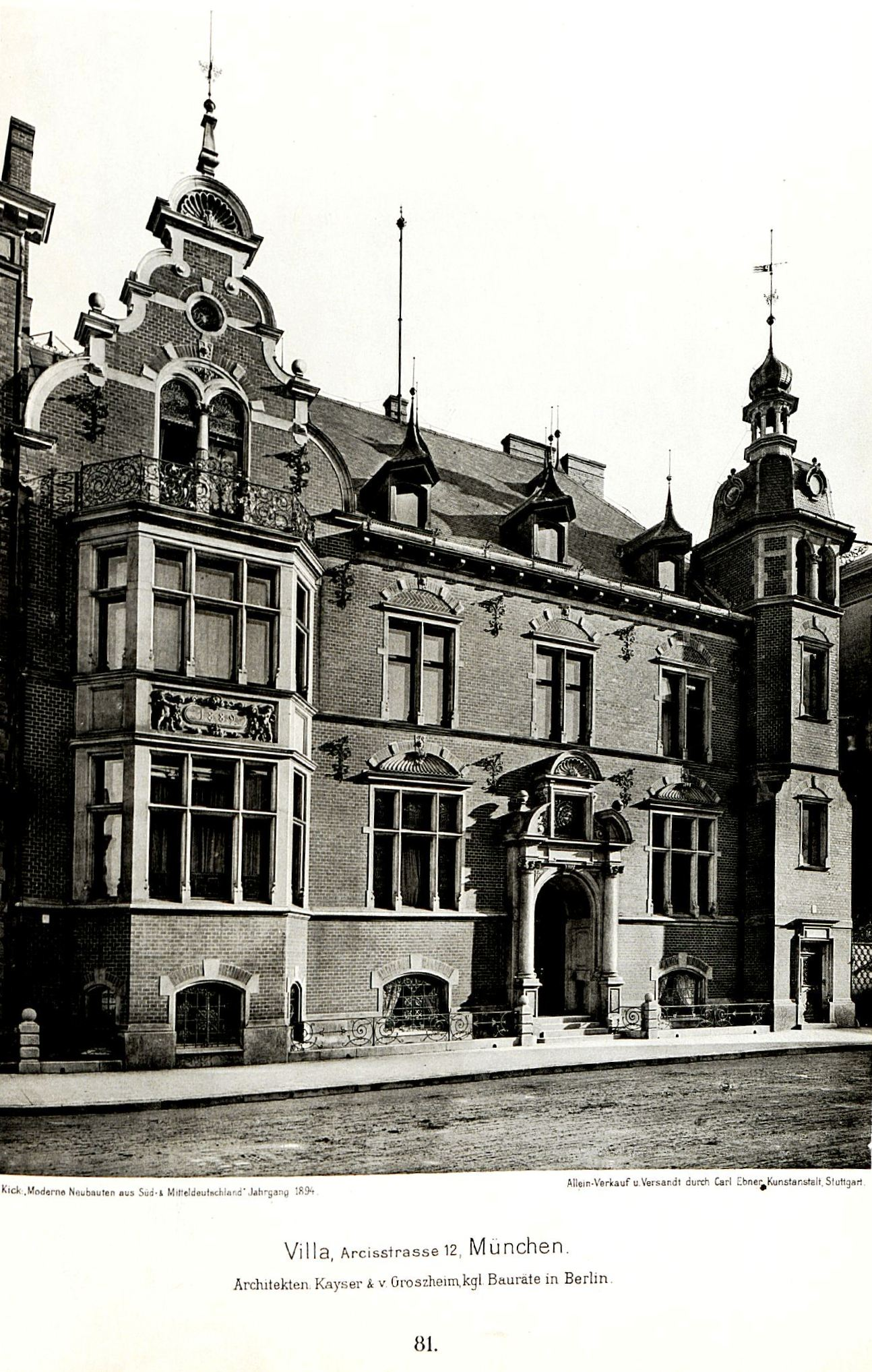
Palau Pringsheim al número 12 de Accisstrasse

Pringsheim era immensament ric i es va fer construir el 1894 un palau al bell centre de Múnic, davant mateix de la Königsplatz. En el seu centre hi havia una gran sala de música decorada amb pintures d'Hans Thoma. El palau es va convertir en una mena de museu privat, en el qual s'exhibia una extensa col·lecció de majòlica, una rica col·lecció de copes d'or i plata, estàtues antigues i cristianes, pintures del Renaixement italià i els retrats de la família fets pel famosos pintors muniquesos, Kaulbach i Lenbach. Pel palau circulava tota la intel·lectualitat de la ciutat, des de músics com Richard Strauss fins a arqueòlegs com Adolf Furtwängler (pare del conegut director d'orquestra Wilhelm Furtwängler), passant per pintors, físics, matemàtics...
Tota aquesta vida de cultura i riquesa es va acabar pel matrimoni Pringsheim el 1933 amb l'arribada dels nazis al poder i la declaració de la família com a no ària (és a dir: jueva). El 1935 es van veure obligats a vendre el palau al partit Nazi, que el va enderrocar per construir un edifici administratiu del partit. El 1938, la Gestapo els va confiscar la col·lecció de plata. I, finalment, el 1939 la col·lecció de majòlica fou subhastada pel Sotheby's de Londres, quedant-se l'estat alemany la major part del preu obtingut. Avui en dia totes aquestes col·leccions es troben per museus de tot el món.
Amb els diners que van sobrar de la subhasta de Londres i amb l'ajut de Winifred Wagner (nora del compositor), van aconseguir marxar a Suïssa, instal·lant-se a Zúric on van morir als pocs anys: Alfred el 1941 i la seva dona, Hedwig, el 1942.